# Prouvy
Ne doit pas être confondu avec Prouvy (Belgique).
Prouvy est une commune française située dans le département du Nord, en région Hauts-de-France.

## Géographie

### Communes limitrophes
|            | Hérin  | La Sentinelle     |
| Rouvignies | Prouvy | Trith-Saint-Léger |
| Haulchin   | Thiant | Maing             |

### Hydrographie

#### Réseau hydrographique
La commune est située dans le bassin Artois-Picardie. Elle est drainée par l'Écaillon, l'Escaut canalisée, le ruisseau du Bois et divers bras de décharge amont rive gauche de l'écluse de Trith-saint-léger sur l'Escaut canalisée,,.
L'Écaillon, d'une longueur de 33 km, prend sa source dans la commune de Locquignol et se jette  dans l'Escaut canalisée sur la commune, après avoir traversé 13 communes.
L'Escaut est un fleuve européen de 355 km de long, qui traverse trois pays (France, Belgique et Pays-Bas), avant de se jeter en mer du Nord. La partie canalisée en France relie Cambrai à , après avoir traversé 34 communes.

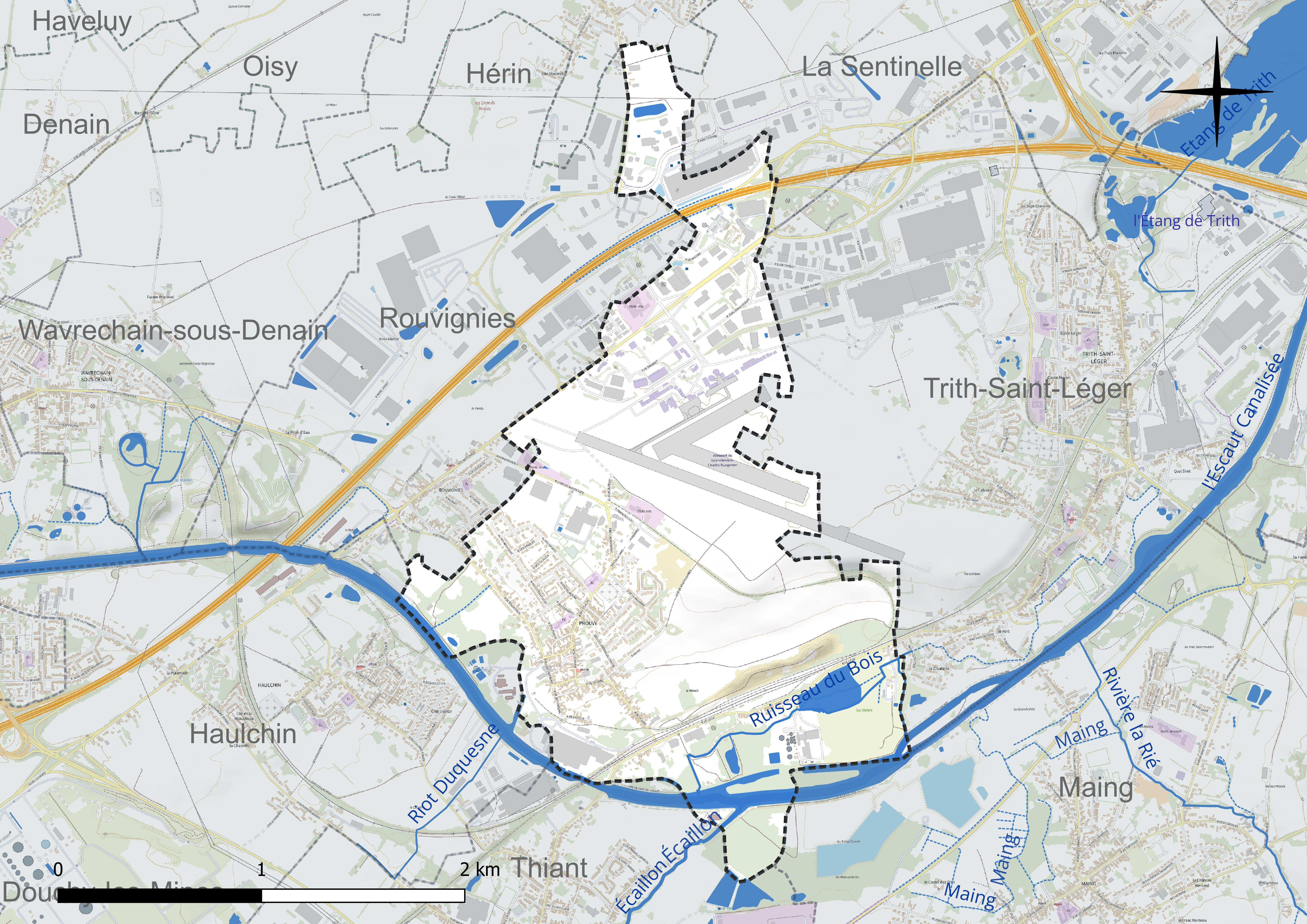
Réseau hydrographique de Prouvy.

#### Gestion et qualité des eaux
Le territoire communal est couvert par le schéma d'aménagement et de gestion des eaux (SAGE) « Escaut ». Ce document de planification concerne un territoire de 2 005 km2 de superficie, délimité par le bassin versant de l'Escaut. Le périmètre a été arrêté le 9 juin 2006 et le SAGE proprement dit a été approuvé le 13 juillet 2021. La structure porteuse de l'élaboration et de la mise en œuvre est le syndicat mixte Escaut et Affluents (SyMEA).
La qualité des cours d'eau peut être consultée sur un site dédié géré par les agences de l'eau et l'Agence française pour la biodiversité.

### Climat
Pour des articles plus généraux, voir Climat des Hauts-de-France et Climat du Nord.
En 2010, le climat de la commune est de type climat océanique dégradé des plaines du Centre et du Nord, selon une étude du CNRS s'appuyant sur une série de données couvrant la période 1971-2000. En 2020, Météo-France publie une typologie des climats de la France métropolitaine dans laquelle la commune est exposée à un climat océanique altéré et est dans la région climatique Nord-est du bassin Parisien, caractérisée par un ensoleillement médiocre, une pluviométrie moyenne régulièrement répartie au cours de l'année et un hiver froid (3 °C).
Pour la période 1971-2000, la température annuelle moyenne est de 10,6 °C, avec une amplitude thermique annuelle de 14,9 °C. Le cumul annuel moyen de précipitations est de 717 mm, avec 12,4 jours de précipitations en janvier et 9,2 jours en juillet. Pour la période 1991-2020, la température moyenne annuelle observée sur la station météorologique la plus proche, située sur la commune de Valenciennes à 7 km à vol d'oiseau, est de 11,0 °C et le cumul annuel moyen de précipitations est de 694,1 mm,. Pour l'avenir, les paramètres climatiques de la commune estimés pour 2050 selon différents scénarios d'émission de gaz à effet de serre sont consultables sur un site dédié publié par Météo-France en novembre 2022.

## Urbanisme

### Typologie
Au 1er janvier 2024, Prouvy est catégorisée ceinture urbaine, selon la nouvelle grille communale de densité à sept niveaux définie par l'Insee en 2022.
Elle appartient à l'unité urbaine de Valenciennes (partie française), une agglomération internationale regroupant 56  communes, dont elle est une commune de la banlieue,,. Par ailleurs la commune fait partie de l'aire d'attraction de Valenciennes (partie française), dont elle est une commune de la couronne,. Cette aire, qui regroupe 102 communes, est catégorisée dans les aires de 200 000 à moins de 700 000 habitants,.

### Occupation des sols
L'occupation des sols de la commune, telle qu'elle ressort de la base de données européenne d'occupation biophysique des sols Corine Land Cover (CLC), est marquée par l'importance des territoires artificialisés (68,3 % en 2018), en augmentation par rapport à 1990 (62,6 %). La répartition détaillée en 2018 est la suivante : 
zones industrielles ou commerciales et réseaux de communication (47,9 %), zones urbanisées (20,3 %), terres arables (16,2 %), forêts (10,9 %), prairies (4,6 %). L'évolution de l'occupation des sols de la commune et de ses infrastructures peut être observée sur les différentes représentations cartographiques du territoire : la carte de Cassini (XVIIIe siècle), la carte d'état-major (1820-1866) et les cartes ou photos aériennes de l'IGN pour la période actuelle (1950 à aujourd'hui).

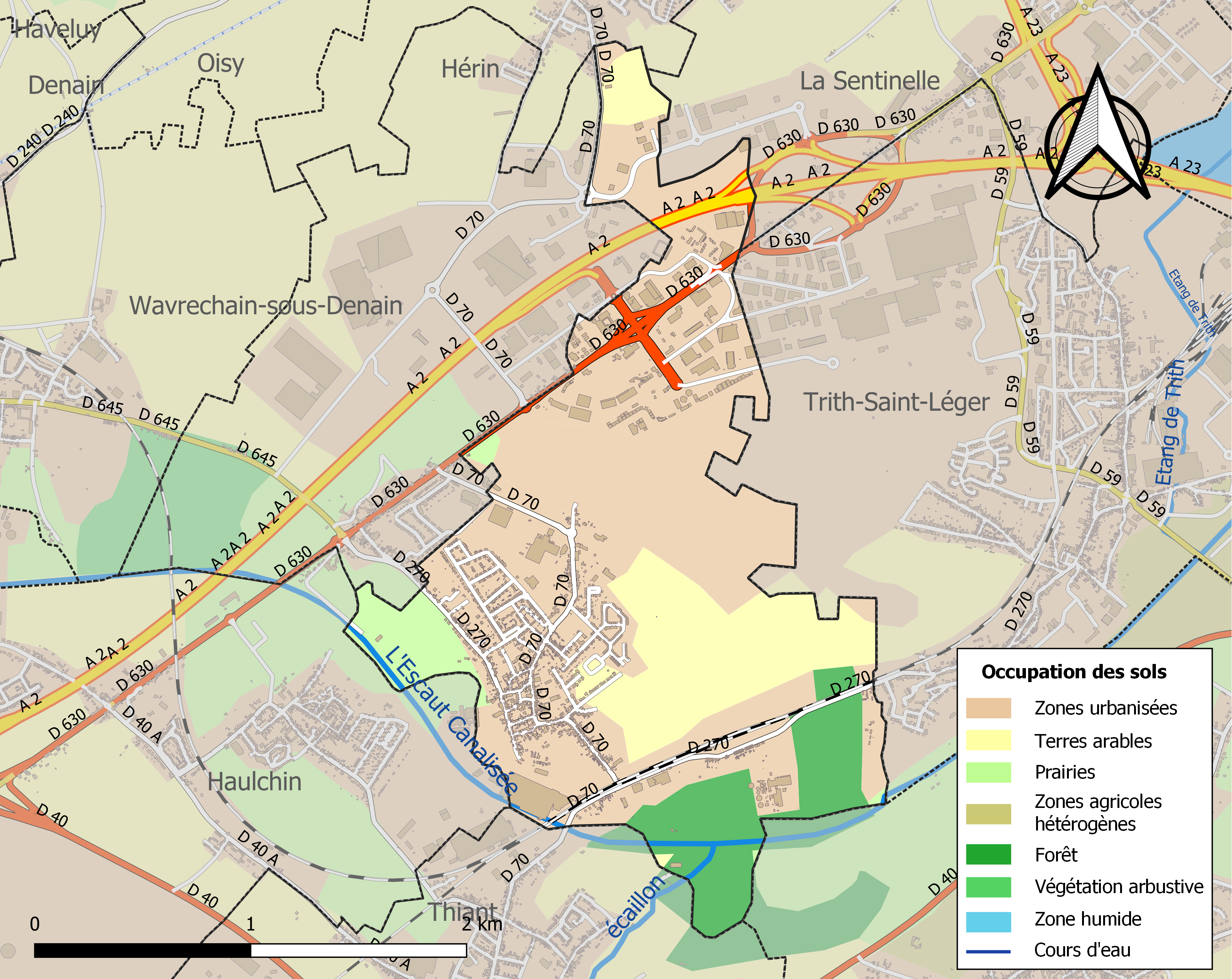
Carte des infrastructures et de l'occupation des sols de la commune en 2018 (CLC).

### Habitat et logement
En 2018, le nombre total de logements dans la commune était de 961, alors qu'il était de 905 en 2013 et de 882 en 2008.
Parmi ces logements, 93,6 % étaient des résidences principales, 0,8 % des résidences secondaires et 5,6 % des logements vacants. Ces logements étaient pour 95,7 % d'entre eux des maisons individuelles et pour 4,3 % des appartements.
Le tableau ci-dessous présente la typologie des logements à Prouvy en 2018 en comparaison avec celle du Nord et de la France entière. Une caractéristique marquante du parc de logements est ainsi une proportion de résidences secondaires et logements occasionnels (0,8 %) inférieure à celle du département (1,6 %) mais supérieure à celle de la France entière (9,7 %). Concernant le statut d'occupation de ces logements, 66,3 % des habitants de la commune sont propriétaires de leur logement (67 % en 2013), contre 54,7 % pour le Nord et 57,5 pour la France entière.
| Typologie                                               | Prouvy | Nord | France entière |
| ------------------------------------------------------- | ------ | ---- | -------------- |
| Résidences principales (en %)                           | 93,6   | 90,8 | 82,1           |
| Résidences secondaires et logements occasionnels (en %) | 0,8    | 1,6  | 9,7            |
| Logements vacants (en %)                                | 5,6    | 7,7  | 8,2            |

### Voies de communications et transports
La ville est reliée à l'autoroute A2 (Bruxelles-Paris) passant au nord Valenciennes, à 11 km, et par l'autoroute A23 vers Lille. La route nationale 30 et les routes départementales 70 et 270 sont les autres principales voies desservant la commune.
Autres moyens de communication :
- gare de Prouvy - Thiant, desservie par des trains omnibus circulant entre Cambrai et Valenciennes (ligne P63) ;
- canal de l'Escaut à grand gabarit (Valenciennes-Dunkerque) ;
- les lignes de bus 30, 102 et A du réseau Transvilles ;
- Aéroport de Valenciennes - Denain, ou aéroport Charles-Nungesser situé sur les communes de Prouvy, Rouvignies et Trith-Saint-Léger, créé avant août 1914[18]

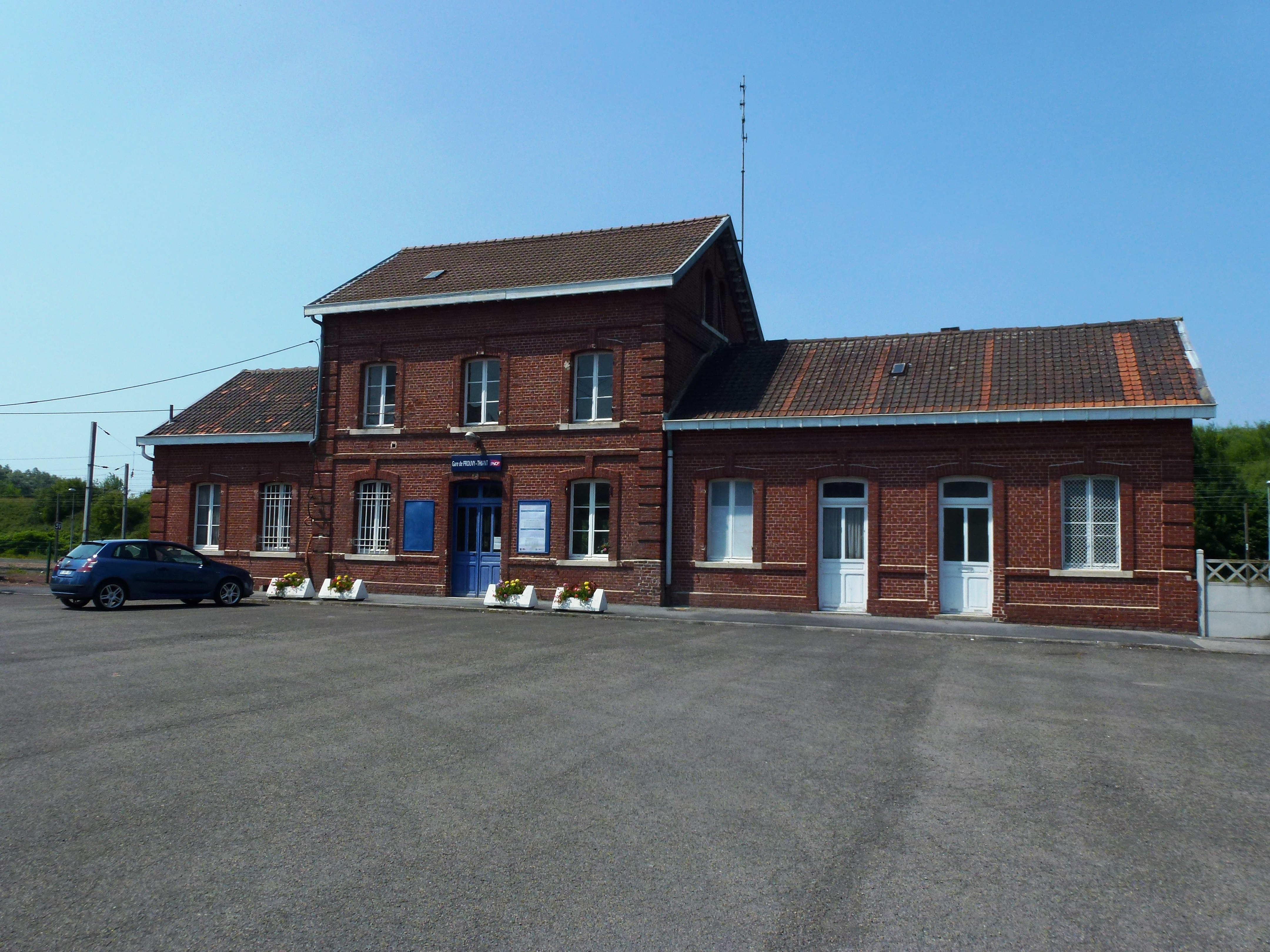
La gare de Prouvy-Thiant.
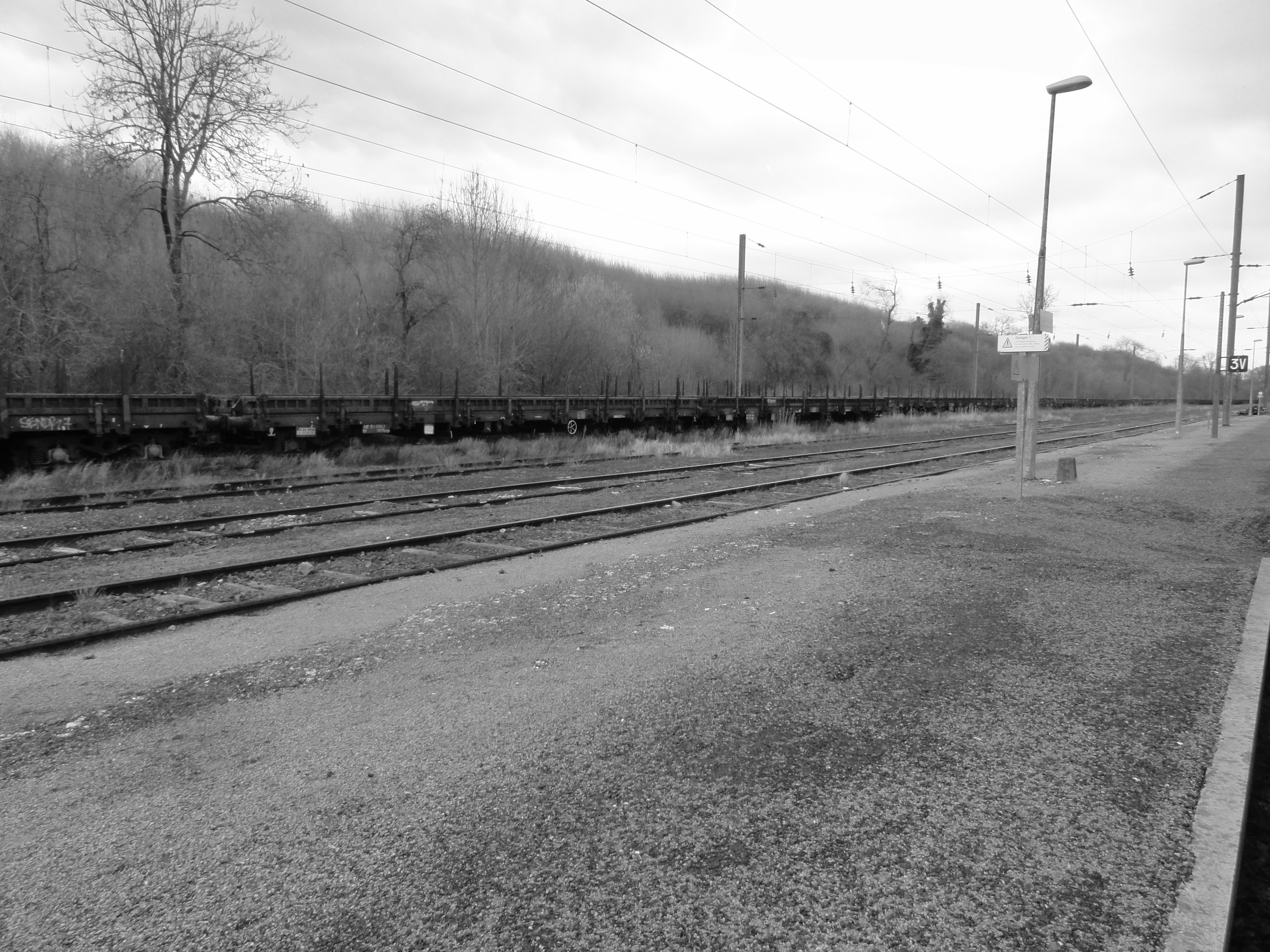
Installations marchandises de la gare.
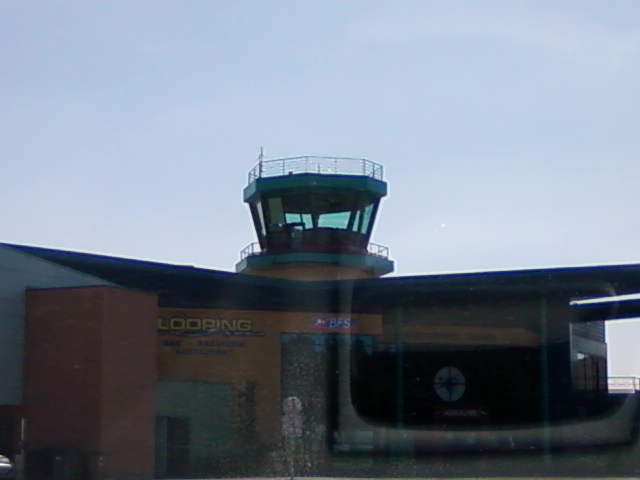
Tour de contrôle de l'aérodrome

## Toponymie
Proui (1163, 1172, 1176, 1178, 1180, 1181, 1182, 1183), Pruui (1175), Prouui (1221).
Prouvy dériverait d'un anthroponyme gallo-romain, Probius : Probiacum, « appartenant à Probius ».

## Politique et administration

### Rattachements administratifs et électoraux
Rattachements administratifs
La commune se trouve depuis 1824 dans l'arrondissement de Valenciennes du département du Nord.
Elle faisait partie depuis 1801 du canton de Valenciennes-Sud. Dans le cadre du redécoupage cantonal de 2014 en France, cette circonscription administrative territoriale a disparu, et le canton n'est plus qu'une circonscription électorale.
La commune relève, dans l'ordre judiciaire, du tribunal judiciaire de Valenciennes, de la cour d'appel de Douai, du tribunal pour enfants de Valenciennes, du conseil de prud'hommes de Valenciennes, du tribunal de commerce de Valenciennes, et, dans l'ordre administratif, du tribunal administratif de Lille et de la cour administrative d'appel de Douai.
Rattachements électoraux
Pour les élections départementales, la commune est depuis 2014 le bureau centralisateur du canton d'Aulnoy-lez-Valenciennes
Pour l'élection des députés, elle fait partie de la dix-neuvième circonscription du Nord.

### Intercommunalité
La ville fait partie de la communauté d'agglomération Valenciennes Métropole, créée en 2000 par la fusion de la communauté de communes de la vallée de l'Escaut, de la communauté de communes du Pays de Condé et du syndicat intercommunal à vocation multiple (SIVOM) de Trith-Saint-Léger et environs.

### Liste des maires

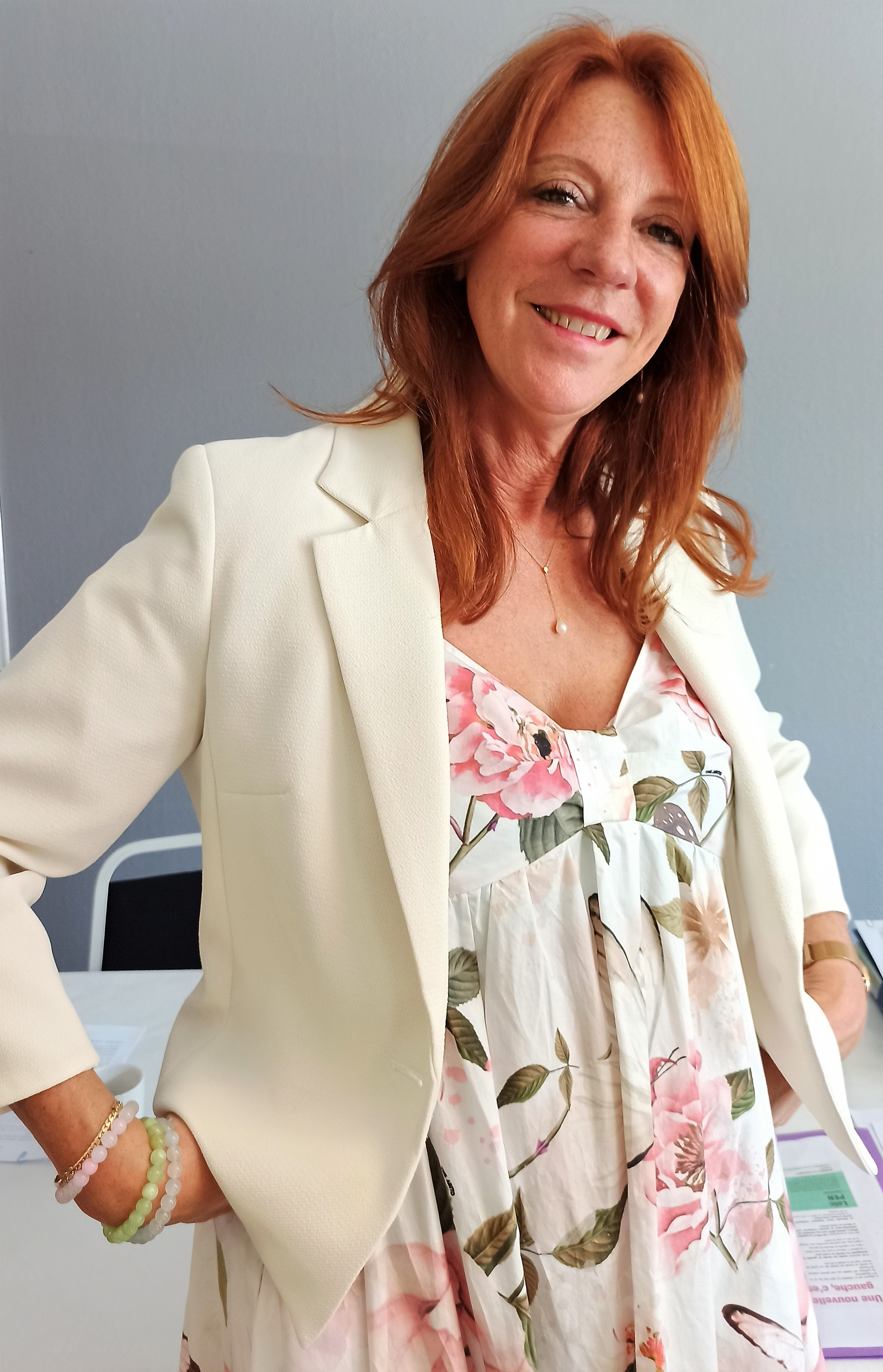
Isabelle Choain, maire de Prouvy

## Population et société

### Démographie

#### Évolution démographique
L'évolution du nombre d'habitants est connue à travers les recensements de la population effectués dans la commune depuis 1800. Pour les communes de moins de 10 000 habitants, une enquête de recensement portant sur toute la population est réalisée tous les cinq ans, les populations de référence des années intermédiaires étant quant à elles estimées par interpolation ou extrapolation. Pour la commune, le premier recensement exhaustif entrant dans le cadre du nouveau dispositif a été réalisé en 2005.

En 2022, la commune comptait 2 202 habitants, en évolution de −3,84 % par rapport à 2016 (Nord : +0,51 %, France hors Mayotte : +2,11 %).
| 1800 | 1806 | 1821 | 1831 | 1836 | 1841 | 1846 | 1851 | 1856 |
| ---- | ---- | ---- | ---- | ---- | ---- | ---- | ---- | ---- |
| 551  | 466  | 616  | 689  | 677  | 662  | 682  | 760  | 805  |

| 1861 | 1866 | 1872 | 1876 | 1881 | 1886 | 1891 | 1896  | 1901  |
| ---- | ---- | ---- | ---- | ---- | ---- | ---- | ----- | ----- |
| 801  | 815  | 729  | 771  | 901  | 839  | 903  | 1 105 | 1 167 |

| 1906  | 1911  | 1921  | 1926  | 1931  | 1936  | 1946  | 1954  | 1962  |
| ----- | ----- | ----- | ----- | ----- | ----- | ----- | ----- | ----- |
| 1 177 | 1 237 | 1 119 | 1 262 | 1 350 | 1 466 | 1 303 | 1 817 | 1 976 |

| 1968  | 1975  | 1982  | 1990  | 1999  | 2005  | 2006  | 2010  | 2015  |
| ----- | ----- | ----- | ----- | ----- | ----- | ----- | ----- | ----- |
| 2 235 | 2 168 | 2 133 | 2 474 | 2 375 | 2 400 | 2 367 | 2 290 | 2 270 |

| 2020  | 2022  | - | - | - | - | - | - | - |
| ----- | ----- | - | - | - | - | - | - | - |
| 2 190 | 2 202 | - | - | - | - | - | - | - |

#### Pyramide des âges
La population de la commune est relativement jeune.
En 2018, le taux de personnes d'un âge inférieur à 30 ans s'élève à 36,9 %, soit en dessous de la moyenne départementale (39,5 %). À l'inverse, le taux de personnes d'âge supérieur à 60 ans est de 23,0 % la même année, alors qu'il est de 22,5 % au niveau départemental.
En 2018, la commune comptait 1 121 hommes pour 1 128 femmes, soit un taux de 50,16 % de femmes, légèrement inférieur au taux départemental (51,77 %).
Les pyramides des âges de la commune et du département s'établissent comme suit.
| Hommes | Classe d’âge | Femmes |
| ------ | ------------ | ------ |
| 0,4    | 90 ou +      | 0,9    |
| 2,8    | 75-89 ans    | 5,6    |
| 18,1   | 60-74 ans    | 18,1   |
| 19,5   | 45-59 ans    | 21,5   |
| 21,3   | 30-44 ans    | 18,2   |
| 19,3   | 15-29 ans    | 16,6   |
| 18,6   | 0-14 ans     | 19,1   |

| Hommes | Classe d’âge | Femmes |
| ------ | ------------ | ------ |
| 0,5    | 90 ou +      | 1,4    |
| 5,3    | 75-89 ans    | 8,1    |
| 14,8   | 60-74 ans    | 16,2   |
| 19,1   | 45-59 ans    | 18,4   |
| 19,5   | 30-44 ans    | 18,7   |
| 20,7   | 15-29 ans    | 19,1   |
| 20,2   | 0-14 ans     | 18     |

## Économie
C'est à Prouvy qu'a été inaugurée le 22 septembre 1922 (en pleine période de reconstruction de l'après-guerre (Première Guerre mondiale) la première usine française Eternit.
Cette usine, destinée à la fabrication de produits en Amiante-ciment, a été financée par Joseph Cuvelier (industriel) (fils d'un cimentier) qui s'était pour son projet associé à l'industriel belge Jean Emsens (partenaire minoritaire, mais détenteur des brevets de l'amiante-ciment, sachant que l'Éternit belge existait déjà depuis 1905 avec une usine située à Haren non loin de Bruxelles ; J. Cuvelier a d'ailleurs acquis des intérêts dans Éternit-Belgique via un système de participation croisée) ; Son entreprise a connu un succès immédiat : dans sa 1ère année, ce sont environ 9000 tonnes d'ardoises et de plaques ondulées en amiante-ciment qui ont été vendues, appréciées pour la reconstruction alors que beaucoup de gens vivaient encore dans des baraquements rudimentaires de bois et papier/carton bitumés. Eternit-France rachète ensuite des brevets sur la fabrication de tuyaux d'amiante-ciment (en Suisse et en Italie) à partir de 1927. En 1928-29, il rachète deux de ses deux principaux rivaux en France, Ouralithe à Toulouse et Fibrociment. Il n'a alors plus qu'un concurrent Everite, la filiale de Saint-Gobain.
Ce n'est que bien plus tard que l'on admettra que l'amiante est un produit hautement toxique et notamment cancérigène. Avant l'éclatement de ce qu'on dénommera le scandale de l'amiante et son interdiction, en 1975 avec la fin des grands programmes de construction de logements sociaux, la demande d'amiante-ciment a diminué, ce qui a justifié pour Éternit des vagues successives de licenciements (de 1977 à 1984) accompagnées de la fermeture de deux de ses cinq usines dont celles de Prouvy et de Caronte-Martigues (Bouches-du-Rhône),(alors que les sites de Thiant et d'Haulchin existent encore (reconvertis au ciment fibré sans amiante).

## Culture locale  et patrimoine

### Lieux et monuments
- La nef de l'église.
- Le monument aux morts.
- La malterie.
- Le Calvaire.
- la zone industrielle
- L'aérodrome de Prouvy avec son école de pilote de ligne et son école Hélicoptère - Heli-Nord

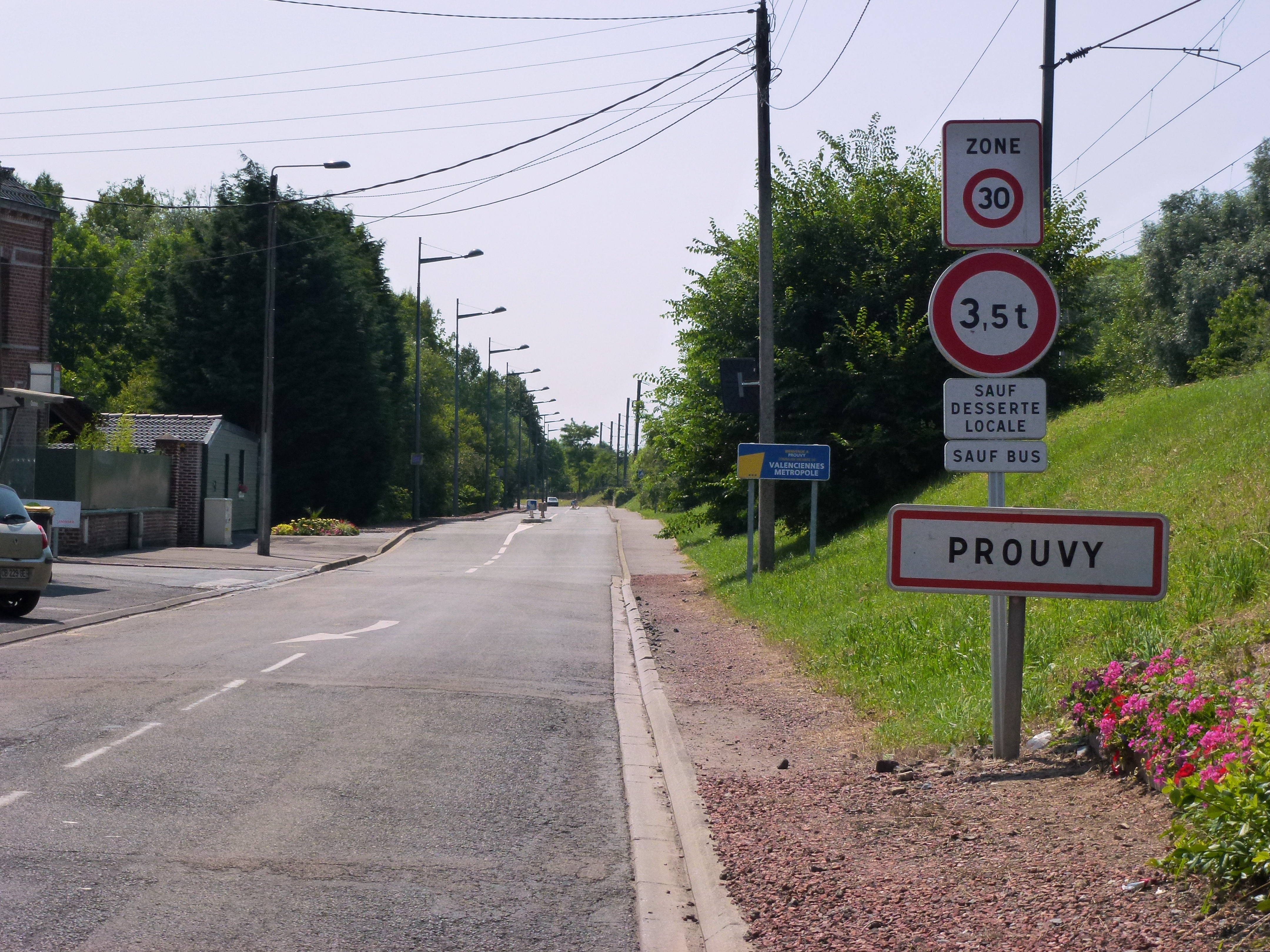
Éntrée de Prouvy.
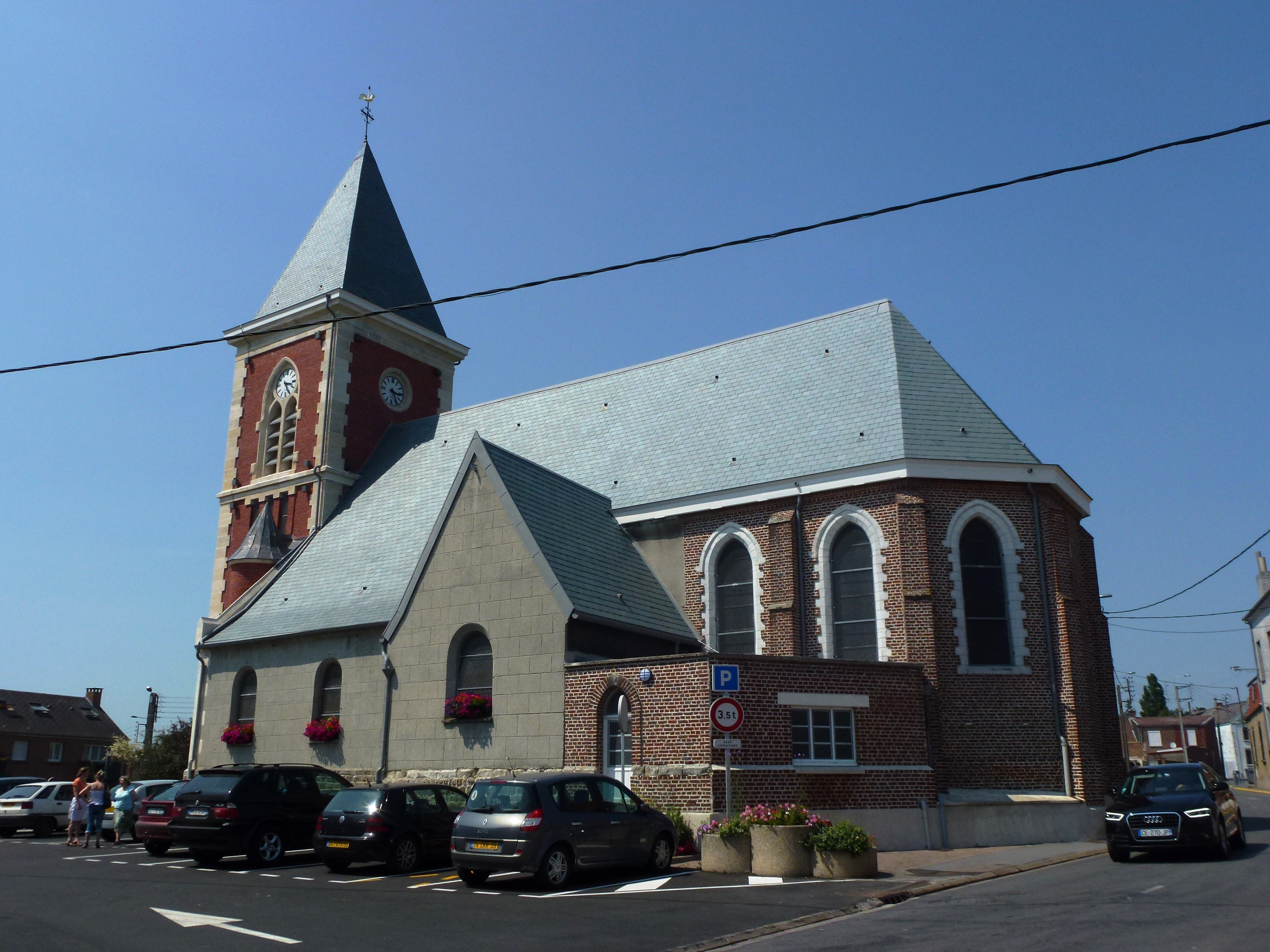
L'église.
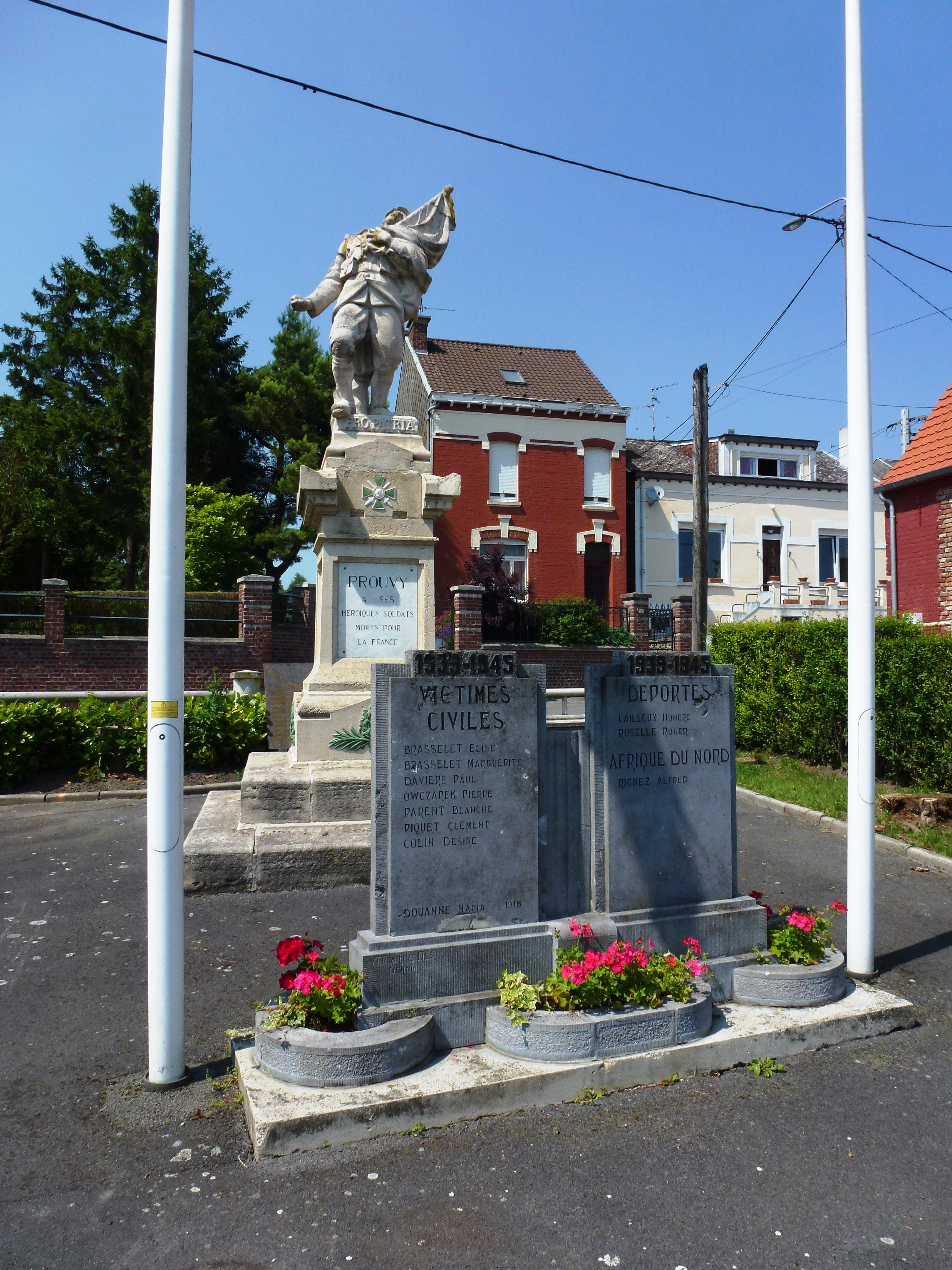
Le monument aux morts.
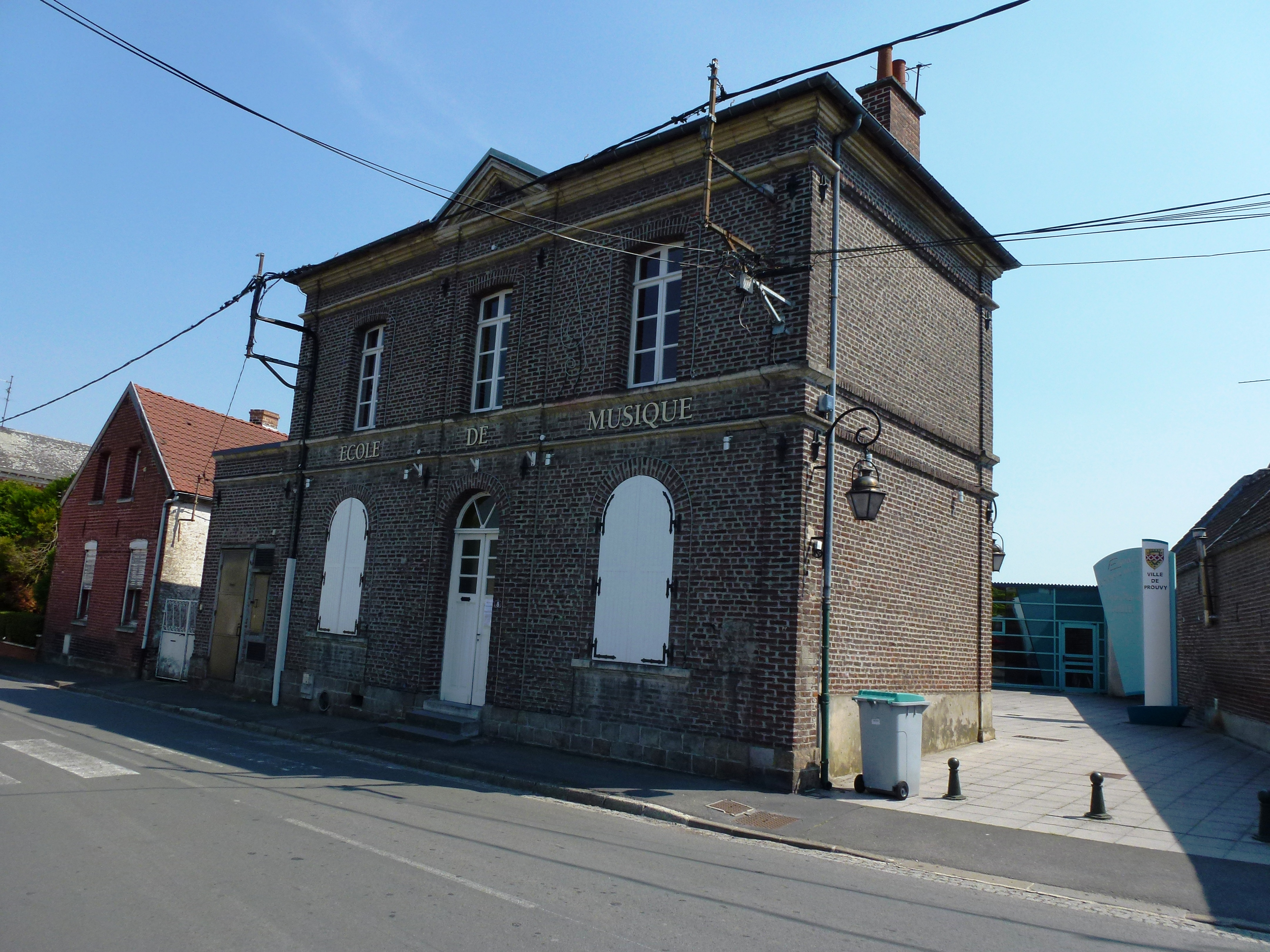
L'école de musique.

### Personnalités liées à la commune
- Ernest Denis (1930-1996), homme politique, député du Nord, est né à Prouvy.

### Héraldique
| Blason de Prouvy | Blason  | D'or à un trécheur fleuronné de sinople et une fasce de gueules frettée d'argent brochant sur le tout. |
| Blason de Prouvy | Détails | Le statut officiel du blason reste à déterminer.                                                       |

## Pour approfondir